# Phylidorea ferruginea
Phylidorea ferruginea là một loài ruồi trong họ Limoniidae. Chúng phân bố ở miền Cổ bắc.

## Hình ảnh

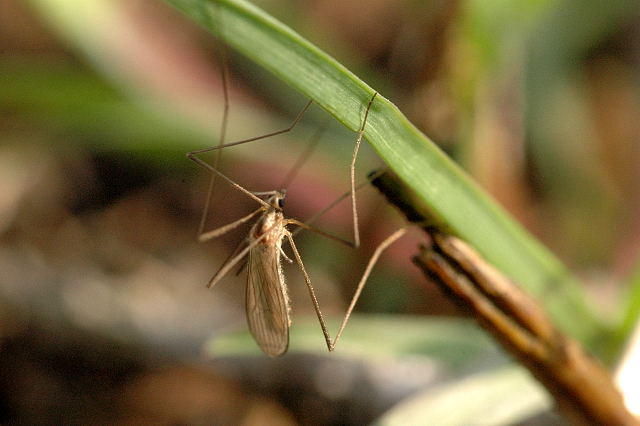